# Flugplatz Regensburg

i7
i11
i13
Der ehemalige Flugplatz Regensburg, nach 1937 auch Messerschmittflugplatz genannt, war ein Verkehrslandeplatz im Westenviertel von Regensburg in der Oberpfalz.

## Geografie
Der Flugplatz Regensburg befand sich etwa zwei Kilometer westlich der Altstadt von Regensburg im heutigen Westenviertel im Donaubogen nahe dem nördlichsten Punkt der Donau. In unmittelbarer Umgebung zwischen Feldern und Wiesen befanden sich zu dieser Zeit lediglich das Krankenhaus Barmherzige Brüder sowie der ehemalige Pferderennplatz. Erst ab 1933 entstand unmittelbar im Osten des Flugplatzes die Westheimsiedlung sowie im Jahre 1937 südlich des Flugplatzes das Messerschmittwerk Regensburg.
Heute befindet sich auf dem Areal des ehemaligen Flugplatzes das Chipwerk von Infineon (früher Siemens) sowie mit dem Donaupark die größte Parkanlage der Stadt Regensburg mit dem Regensburger Baggersee sowie dem Westbad.

## Geschichte
Bereits in den Jahren 1920–1930 fanden auf dem Rennplatz in Regensburg-Prüfening sowie den Wiesen in Richtung Donau die ersten Flugtage statt. Durch die Lufthansa wurden in den 1930er Jahren von Regensburg tägliche Linienflüge nach München oder regelmäßige Flüge nach Fürth-Nürnberg und Plauen angeboten.
Mit der Ansiedlung der Messerschmittwerke in unmittelbarer Nähe des Flugplatzes im Jahr 1937 wurde der Flugplatz neben der zivilen Luftfahrt auch militärisch genutzt. In der Folge wurde der Flugplatz auch „Messerschmittflugplatz“ genannt. Um 1943 soll das Messerschmittwerk Regensburg das zweitgrößte Flugzeugwerk Europas gewesen sein, was den Stellenwert des Flugplatzes verdeutlicht. In den 1940er Jahren gab es folglich Überlegungen, den Flugplatz nach Osten zu erweitern. Hierbei hätte unter anderem die nahegelegene Westheimsiedlung weichen müssen. Das Vorhaben scheiterte letztlich am Kriegsverlauf. Im Zweiten Weltkrieg wurden die Werke wiederholt das Ziel amerikanischer Luftangriffe, lediglich das ehemalige Verwaltungsgebäude, in dem heute die kaufmännische Berufsschule untergebracht ist, und ein Teil der Lackiererei nahe dem Flugplatz sind noch erhalten.
Nach dem Zweiten Weltkrieg übernahmen die Amerikaner den Flugplatz. 1945 wurde durch die United States Army Air Forces (USAAF) ein Behelfsflugplatz unter der Bezeichnung Advanced Landing Ground ALG R-66 Regensburg in Betrieb genommen. Unmittelbar nördlich des Flugplatzes wurde zur Donau hin in den 1950er Jahren zunehmend Kies abgebaut, was jedoch den damaligen Flugbetrieb nicht beeinträchtigte. Nach der Wiedererlangung der Lufthoheit im Jahr 1955 fand auf dem Flugplatz am 9. September 1956 der erste Großflugtag nach dem Zweiten Weltkrieg statt, den die Regensburger auch von den Winzerer Höhen aus verfolgten. Veranstalter der weiteren Flugtage in den darauffolgenden Jahren war der Luftsportverein Regensburg e. V.
In der Folge wurde der Flugplatz zunehmend für die zivile Luftfahrt u. a. durch den Sportfliegerclub Regensburg e. V. genutzt. Der Flugbetrieb wurde 1960 auf den Flugplatz Regensburg-Oberhub, Oberhinkofen und Wenzenbach verlegt. Mit dem Verkauf der Grundstücke und der resultierenden Schließung des Flugplatzes Regensburg ging 1961 eine langjährige Luftfahrttradition in Regensburg zu Ende. Die auch von den Luftsportvereinen genutzte erhaltene Halle der ehemaligen Messerschmittwerke dient heute Infineon als Versand- und Warenannahmehalle. An den früheren Flugplatz erinnern lediglich zahlreiche Straßen im Westenviertel, die nach Luftfahrtpionieren benannt sind. Auf dem Areal des ehemaligen Flugplatzes liegt neben dem Infineonwerk der Donaupark mit dem Westbad sowie dem Baggerweiher, dem größten See der Stadt.